# بيتر كين (لاعب كرة قدم)
بيتر كين (بالإنجليزية: Peter Keen)‏ هو لاعب كرة قدم بريطاني، ولد في 16 نوفمبر 1976 في ميدلزبرة في المملكة المتحدة. لعب مع دارلينجتون إف سى ونادي سكاربورو ونادي كارلايل يونايتد ونيوكاسل يونايتد.

## وصلات خارجية
- بيتر كين على موقع قاعدة بيانات كرة القدم.إي يو (الإنجليزية)
- بيتر كين على موقع Soccerbase.com (لاعب) (الإنجليزية)